# Alice au pays des merveilles (téléfilm, 1999)
Pour les articles homonymes, voir Alice au pays des merveilles (homonymie).
Pour plus de détails, voir Fiche technique et Distribution.
Alice au pays des merveilles (Alice in Wonderland) est un téléfilm américain réalisé par Nick Willing basé sur les livres de Lewis Carroll, Alice au pays des merveilles et De l'autre côté du miroir, diffusé le 28 février 1999 sur le réseau NBC.

## Synopsis
Dans ce film, Tina Majorino est Alice, dont le début dans un parc avec sa sœur a été remplacé par le fait qu'elle devait chanter devant un public chez elle. À cause de son trac, elle se réfugie dans le jardin derrière la maison et au moment où elle voit une pomme tomber, elle entend le lapin blanc paniquer lorsqu’il se rend compte qu’il est en retard. Elle poursuit ce curieux lapin jusqu’au Pays des merveilles.

## Fiche technique
- Titre original : Alice in Wonderland
- Titre français : Alice au pays des merveilles
- Réalisation : Nick Willing
- Scénario : Peter Barnes (en) d'après le roman de Lewis Carroll
- Image : Stefan Lange, Giles Nuttgens (en)
- Montage : Alex Mackie
- Musique : Richard Hartley
- Production : Dyson Lovell
- Société de distribution : Hallmark Entertainment
- Genre : Fantastique
- Durée : 129 minutes
- Budget : 21 000 000 $
- Dates de premières diffusions :
  -  États-Unis : 28 février 1999 sur NBC
  -  France : 24 décembre 1999 sur France 2

## Distribution
- Tina Majorino (VF : Chantal Macé) : Alice
- Robbie Coltrane (VF : Benoît Allemane) : Tweedledum
- George Wendt (VF : Patrick Préjean) : Tweedledee
- Whoopi Goldberg (VF : Marie-Christine Darah) : le Chat du Cheshire
- Martin Short (VF : Éric Métayer (chant : Emmanuel Curtil) : le Chapelier fou
- Francis Wright (en) : le Lièvre de mars
- Ken Dodd (VF : Pierre-François Pistorio) : le Loir
- Richard Coombs (en) (VF : Roger Carel) : le Lapin blanc
- Ben Kingsley : la Chenille
- Peter Bayliss (en) (VF : Serge Lhorca) : le Dodo
- Christopher Lloyd (VF : Pierre Hatet) : le Chevalier blanc
- Peter Ustinov (VF : Roger Carel) : le Morse
- Pete Postlethwaite (VF : Philippe Catoire) : le Charpentier
- Miranda Richardson (VF : Frédérique Tirmont) : la Reine de cœur
- Elizabeth Spriggs (VF : Lucie Dolène) : La Duchesse
- Simon Russell Beale (VF : Jean-Pierre Gernez) : le Roi de cœur
- Jason Flemyng : le Valet de cœur
- Gene Wilder (VF : Vincent Grass) : la Simili-Tortue
- Sheila Hancock : la Cuisinière
- Donald Sinden (VF : Daniel Beretta) : le Gryffon
- Dilys Laye (en) (VF : Lucie Dolène) : la Gouvernante
- Peter Eyre : la Grenouille messagère

 Source et légende : version française (VF) sur RS Doublage